# Menschenmaterial
Menschenmaterial wurde von der „Sprachkritischen Aktion Unwort des Jahres“ zum Unwort des 20. Jahrhunderts gewählt. Die Wahl erfolgte nach Angaben der Jury aufgrund der „unangemessenen Koppelung von Lebendig-Menschlichem und toter Sache“. Das Wort Menschenmaterial sei „zwar bereits im 19. Jahrhundert bei Karl Marx aufgetaucht, habe aber in diesem Jahrhundert zynische Bedeutung erlangt, nicht zuletzt als Umschreibung von Menschen, die als Soldaten im Ersten und Zweiten Weltkrieg ‚verbraucht‘ wurden. Das ‚Unwort des 20. Jahrhunderts‘ stehe exemplarisch für die Tendenz, Menschen nur noch nach ihrem ‚Materialwert‘ einzuschätzen“.

## Verwendungen
Der Begriff tauchte das erste Mal in Theodor Fontanes 1852 veröffentlichten Bericht Ein Sommer in London in einem militärischen Kontext auf: „Der englische Soldat, als rohes Menschenmaterial noch immer unvergleichlich …“ Karl Marx verwendete den Begriff mehrfach kritisch in Das Kapital (1867). 
Theodor Herzl, der Wegbereiter des Zionismus, verwendete den Begriff an verschiedenen Stellen in seinem grundlegenden Werk Der Judenstaat (1895). Er benutzte ihn allerdings in durchaus positiv gemeintem Sinne, nämlich um das Potential zu beschreiben, das die zahlreichen jüdischen Menschen in ihrer Gesamtheit haben, um etwas Neues zu schaffen; gleichwohl räumte er ein, der Ausdruck sei „etwas roh“.
Besonders während des Ersten Weltkriegs war oft von den vielen Verlusten an „Kriegs- und Menschenmaterial“ die Rede. Adolf Hitler benutzte den Ausdruck mehrfach in seinem politischen Grundlagenwerk Mein Kampf. Im Zweiten Weltkrieg wurden KZ-Häftlinge, die nicht zu Arbeitszwecken verwendbar waren, als „unbrauchbares Menschenmaterial“ bezeichnet.
Der erste Ministerpräsident Israels, David Ben-Gurion, bezeichnete die Überlebenden des Holocaust als enttäuschendes, moralisch minderwertiges Menschenmaterial, das er nicht in Israel haben wolle.
Der bulgarische Premierminister Bojko Borissow nannte 2009 die Roma und die Türken „schlechtes Menschenmaterial“.
Auch Franz Kafka benutzt dieses Wort in der Erzählung Beim Bau der Chinesischen Mauer.
Analog hierzu wird in Profisport-Kreisen – insbesondere vor dem Hintergrund, dass für Sportler Ablösesummen gefordert und bezahlt werden – von Trainern und Funktionären häufig von „Spielermaterial“ gesprochen. Von Lehrern, besonders der älteren Generation, ist gelegentlich das Wort „Schülermaterial“ zu hören.